# Daria Serenko
Daria Serenko (Jabárovsk, 23 de enero de 1993) es una poeta, curadora y artista pública rusa. Feminista y activista LGBTQ, ha recibido amenazas de muerte de la extrema derecha y ha sido encarcelada por 'extremismo'. En 2023 publicó Chicas e instituciones, un retrato de la Rusia de Putin gracias a las voces de un grupo de mujeres que trabajan en el estamento cultural más bajo del país.

## Biografía
Daria Serenko nació en Jabárovsk en 1993 y estudió en el Instituto de Literatura Maksim Gorki . Vivió en Moscú, donde trabajaba como curadora en la Biblioteca Municipal de Moscú.
Serenko participó en la exposición itinerante de arte antimilitarista 2015-16 Ne Mir (No Peace). En 2016, Serenko organizó la campaña Tikhii Picket (Piquete silencioso), los participantes crean un póster político A3 y registran las reacciones. La propia Serenko viajaba permanentemente con su cartel Silent Picket, "tres meses bajo la supervisión de un cartel" y como resultado "comunicándose constantemente con la gente, quince o veinte horas al día". Un letrero mostraba a una niña con la cabeza entre los brazos inundada por los comentarios recibidos si una mujer alegaba violación ("probablemente estaba borracha", "¿qué llevaba puesto?" ). Ella dijo: "Los hombres, como siempre, se rieron". En 2016, Serenko también organizó una exposición de arte Stuckist en Moscú.
En 2020, Serenko fue una de las cofundadoras de Femdacha, un retiro feminista en las afueras de Moscú.
El día de San Valentín de 2021, Serenko organizó una 'cadena de solidaridad' para mujeres víctimas de la represión política. Después de anunciar el evento en Facebook, recibió unas 600 amenazas de muerte. Ese año trabajó para la campaña de la activista de derechos humanos Alyona Popova, candidata a la Duma Estatal . En noviembre de 2021, publicó en Facebook que los migrantes solo eran responsables del 3-4 % de los delitos en Rusia. Poco después, descubrió que su número de teléfono y la dirección de su casa se habían filtrado a activistas de extrema derecha. El fundador del movimiento Male State instó a sus seguidores a "aplastar" a la "escoria", y ella recibió miles de amenazas de muerte más.
El 8 de febrero de 2022, el Tribunal de Distrito de Tverskoy de Moscú condenó a Serenko a 15 días de cárcel por una publicación de septiembre de 2021 en Instagram que abogaba por el voto táctico. La publicación contenía símbolos de la campaña Smart Voting de la Fundación Anticorrupción (FBK) de Alexei Navalny, proscrita en junio de 2021 como una 'organización extremista'.
Después de la invasión rusa de Ucrania en 2022, Serenko participó en Feminist Anti-War Resistance, que el 27 de febrero emitió un manifiesto llamando a las feministas rusas a oponerse a la guerra. La propia Serenko publicó un comunicado en el que pedía a los rusos que dejaran de lado la apatía política y actuaran:

Dejen de ser cobardes patéticos, conformistas, enfermos, ciudadanos leales, dejen de ser apolíticos... Dejen de sentarse en cafés. Deje de planificar las vacaciones. Dejen de escuchar propaganda. No mueras como tontos. Dejen de asustarse de prisión y arrestos, juro a Dios que esas no son las peores opciones.
Únanse a activistas y movimientos antibélicos. Protesten contra esta guerra.

En marzo de 2022, Serenko estuvo entre las 151 feministas internacionales que firmaron Resistencia feminista contra la guerra: un manifiesto, en solidaridad con la Resistencia feminista contra la guerra. En marzo de 2022 se exilió a Georgia, donde vive actualmente. En 2023 se publicó Chicas e instituciones.

## Obras

### Poesía
- Siberia Burns: A Poem from Russia.[15] Los Ángeles Review of Books, 12 de agosto de 2001. Traducido por Rachel Brazier, Serena Clapp-Clark, Paige MacKinnon, Helen Poe y Elizabeth Tolley.
- Colaboradora de Galina Rymbu et al. eds., F Carta: Nueva poesía feminista rusa. ISOLARII, 2020

### Libros
- Chicas e instituciones. Traducción: Alexandra Rybalko Tokarenko. Errata Naturae, 2023.